# Баглей, Николай Львович
Николай Львович Баглей  (укр. Микола Львович Баглей; 25 февраля 1937, Киев, Украинская ССР, СССР — 3 марта 1991, там же) — советский баскетболист, серебряный призёр Олимпийских игр 1964, чемпион Европы. Чемпион Спартакиады народов СССР (1967) в составе сборной Украины. Мастер спорта СССР международного класса.

## Биография
Воспитанник известного тренера Владимира Шаблинского.
Ежегодно проводится турнир по баскетболу среди команд ветеранов памяти Николая Баглея.

## Достижения
За сборную СССР:
- Серебряный призёр летних Олимпийских игр 1964
- Чемпион Европы: 1965
- Чемпион Универсиады: 1959, 1961